# Iglesia de San Vicente (Zarzuela del Monte)
La iglesia de San Vicente mártir es un templo de culto católico ubicado en el municipio de Zarzuela del Monte, en la provincia de Segovia (España). Fue declarada Bien de Interés Cultural en el año 1998.
Fue construida inicialmente en estilo mudéjar, de cuya fábrica conserva el ábside, de tres series superpuestas de nueve arcos doblados de ladrillo; en su cornisa tiene dispuestos variedad de canecillos románicos en piedra, decorados con motivos geométricos y figurados. En el siglo XVI sufrió una importante reestructuración en la que se rehízo el resto de la iglesia en estilo renacentista. Completa el conjunto arquitectónico una torre de tres cuerpos, realizada en sillería y mampostería.
En su interior destacan un artesonado mudéjar en madera y varios retablos, como el del altar mayor, obra barroca del siglo XVII dedicada al santo titular, san Vicente mártir; otro está dedicado a San Roque y es obra de Antonio Lozano. Además, también custodia una cruz procesional de estilo gótico.